# Ctenophora
Ctenophora este o încrengătură de animale nevertebrate acvatice diploblastice. Ctenoforele înoată liber sau se deplasează pe fundul substratului. Corpul lor este alcătuit din două straturi de celule - ectoderm și endoderm, între care se află un strat gros de mezoglee. O particularitate deosebită a încrengăturii este prezența celulelor lipicioase. Ctenoforele se deplasează cu ajutorul cililor.